# Ballyboden
Ballyboden (irisch Baile Buadáin) ist ein Ort innerhalb des Vororts Rathfarnham im County South Dublin, am Fuß der Wicklow Mountains zwischen Whitechurch (Edmondstown), Ballyroan und Knocklyon. Der Ort ist ein Townland im Civil Parish Rathfarnham in der Baronie Uppercross.
2022 hatte der Ort 5246 Einwohner.

## Geographie
Der Ort liegt, zusammen mit den oben erwähnten Vororten, in einem Dreieck im zwischen der M 50 und dem Dodder River (Owendoher River) im Norden. Nach Osten schließt St Enda’s Park den Ort gegen Marley Grange ab. Nach Westen erstreckt sich das Wohngebiet Boden Park.
Ballyboden wird von den Buslinien Dublin Bus 15b, 61 und 161 bedient.

## Religion
Die Römisch-katholische Pfarrei (parish) Ballyboden wurde 1973 eingerichtet. Sie wird vom Augustinerorden als Tochtergemeinde von Rathfarnham parish in der Erzdiözese Dublin betreut. Ende des letzten Jahrhunderts entwickelte sich die Stadt gewaltig, da große Siedlungsprojekte in Boden Park geschaffen wurden. Entsprechend wuchs auch die Kirchengemeinde an.
Ein „House of Studies“ der Augustiner besteht in Ballyboden seit 1955. Dort wurden Studenten des Ordens in einem zweijährigen Kurs in Philosophie ausgebildet. Als 1966 die neue Kirche, Church of Our Lady of Good Counsel, in Ballyroan eröffnet wurde, brachten sich die Augustiner ein. Sie hatten bereits 1872 Orlagh als Novitiate erworben. Als das University College Dublin von Earlsfort Terrace an den neuen Campus in Belfield in South Co. Dublin umzog, erwarb der Orden zusätzlich St. Catherines, Ballyboden, die ehemalige Residenz von Mr. Justice O’Byrne.
Die anglikanische Church of Ireland hat das Zentrum ihrer Gemeinde in der Parish Church von Whitechurch, einer Kirche aus vorreformatorischer Zeit.

## Kultur
Im St Enda’s Park befindet sich das Pearse Museum.

## Sport
In Ballyboden gibt es zwei Vereine der Gaelic Athletic Association: Ballyboden Wanderers, deren Sportgelände in der Mount Venus Road liegt, und Ballyboden St. Enda’s im Sancta Maria College.

## Persönlichkeiten
- Damien Duff (* 1979), ein Fußballer und Mitglied der irischen Fußballnationalmannschaft
- Jim Stynes, Fußballer, Mitglied der League of Ireland Premier Division und Träger der Brownlow Medal.
- Scott Cullen, Fußballer mit zahlreichen Siegen in 5-a-side games